# Extreme Rules 2018
Extreme Rules 2018 è stata la decima edizione dell'omonimo evento in pay-per-view prodotto annualmente dalla WWE. L'evento si è svolto il 15 luglio 2018 alla PPG Paints Arena di Pittsburgh (Pennsylvania).

## Storyline
Il 17 giugno, a Money in the Bank, Alexa Bliss ha vinto il match omonimo sconfiggendo Becky Lynch, Charlotte Flair, Ember Moon, Lana, Naomi, Natalya e Sasha Banks; quella stessa sera, Alexa ha incassato il contratto del Money in the Bank su Nia Jax, la quale stava difendendo il Raw Women's Championship contro Ronda Rousey, conquistando così il titolo per la terza volta. Nella successiva puntata di Raw Ronda Rousey ha brutalmente attaccato Alexa Bliss, il General Manager Kurt Angle e un gruppo di arbitri che voleva fermarla, costringendo Angle a sospenderla per trenta giorni (kayfabe). Successivamente, è stato annunciato un match tra Alexa Bliss e Nia Jax per il Raw Women's Championship per Extreme Rules. Nella puntata di Raw del 2 luglio il match è stato modificato in un Extreme Rules match.
Nella puntata di SmackDown del 19 giugno Rusev ha vinto un Gauntlet match che includeva anche Big E, Daniel Bryan, The Miz e Samoa Joe per determinare chi affronterà AJ Styles per il WWE Championship ad Extreme Rules. Per questo motivo è stato sancito un match fra AJ Styles e Rusev per il WWE Championship a Extreme Rules.
Nella puntata di Raw del 4 giugno il B-Team ha vinto una Tag Team Battle Royal eliminando per ultimi Heath Slater e Rhyno, conquistando così un'opportunità titolata al Raw Tag Team Championship di Bray Wyatt e Matt Hardy. Nella puntata di Raw del 25 giugno Axel ha sconfitto Matt Hardy; in seguito a ciò, un match fra Wyatt e Hardy e il B-Team per il Raw Tag Team Championship è stato dunque annunciato per Extreme Rules.
Il 17 giugno, a Money in the Bank, Carmella ha difeso con successo lo SmackDown Women's Championship contro Asuka grazie all'intervento del rientrante James Ellsworth. Nella puntata di SmackDown del 26 giugno la General Manager Paige ha annunciato che Carmella dovrà difendere lo SmackDown Women's Championship contro Asuka a Extreme Rules. Nella puntata di SmackDown del 10 luglio la General Manager Paige ha annunciato che in tale match James Ellsworth sarà rinchiuso in una gabbia per squali sospesa sul ring.
Nella puntata di SmackDown del 26 giugno Daniel Bryan ha sconfitto Harper per squalifica a causa dell'intervento di Rowan; in soccorso di Bryan, però, è sopraggiunto il rientrante Kane, e i due si sono liberati dei Bludgeon Brothers; a seguito di questo, Bryan e Kane hanno riformato il Team Hell No, e la General Manager Paige ha sancito che i Bludgeon Brothers dovranno difendere lo SmackDown Tag Team Championship contro il Team Hell No a Extreme Rules.
Nella puntata di Raw del 18 luglio Seth Rollins ha perso l'Intercontinental Championship in una open challenge a favore di Dolph Ziggler a causa della distrazione di Drew McIntyre. Nella puntata di Raw del 25 giugno Rollins ha affrontato Dolph Ziggler per l'Intercontinental Championship ma lo ha sconfitto per squalifica (e senza dunque il cambio di titolo) a causa dell'intervento di Drew McIntyre. Quella stessa sera è stato annunciato che Ziggler dovrà difendere il titolo intercontinentale contro Seth Rollins ad Extreme Rules in un 30–minute Iron Man match.
Nella puntata di SmackDown del 26 giugno Jeff Hardy avrebbe dovuto difendere lo United States Championship contro Shinsuke Nakamura ma, a causa di un problema avuto da quest'ultimo, il match non è avvenuto (in sostituzione all'incontro è avvenuta un'Open challenge per lo United States Championship dove Eric Young ha sconfitto Jeff Hardy per squalifica e senza dunque il cambio di titolo). Nella puntata di SmackDown del 3 luglio è stato annunciato che Hardy dovrà difendere il titolo degli Stati Uniti contro Nakamura ad Extreme Rules.
Nella puntata di Raw del 18 giugno il General Manager Kurt Angle ha annunciato un match a più persone per determinare il contendente n°1 all'Universal Championship di Brock Lesnar per Extreme Rules, con Bobby Lashley e Roman Reigns come primi due partecipanti annunciati. Tale match, tuttavia, è stato cancellato. Lashley e Reigns hanno fatto coppia contro i Revival quella stessa sera, sconfiggendoli. Nella puntata di Raw del 25 giugno Reigns e Bobby Lashley sono stati sconfitti dai Revival. Nella puntata di Raw del 2 luglio Lashley e Reigns hanno sconfitto i Revival per squalifica, con Lashley che ha lasciato Reigns alla mercé dei suoi avversari. Un match fra Lashley e Reigns è stato poi annunciato per Extreme Rules.
Nella puntata di Raw del 2 luglio Finn Bálor ha avuto un confronto con Baron Corbin, il "Constable" di Raw, al termine del quale Bálor ha respinto Corbin. Un match fra i due è stato sancito per Extreme Rules.
Nella puntata di Raw del 2 luglio Kevin Owens è stato sconfitto da Braun Strowman per count-out; successivamente, Owens ha tentato la fuga dalle grinfie di Strowman e si è rintanato in un bagno mobile. Strowman, però, ha preso tale bagno mobile (con all'interno Owens) e lo ha gettato dallo stage. Nella puntata di Raw successiva, il General Manager Kurt Angle ha annunciato che Strowman e Owens si affronteranno ad Extreme Rules in uno Steel Cage match.
Nella puntata di SmackDown del 3 luglio i SAnitY hanno brutalmente attaccato i membri il New Day durante una gara per chi mangia più pancake in onore della giornata dell'Indipendenza. Nella successiva puntata di SmackDown il New Day e il Team Hell No hanno sconfitto i SAni†Y e il Bludgeon Brothers. In seguito, è stato annunciato che il New Day affronterà i SAnitY in un Tables match nel Kick-off di Extreme Rules.
Nella puntata di SmackDown del 10 luglio Andrade "Cien" Almas ha sconfitto Sin Cara. Il 13 luglio è stato annunciato un rematch fra i due nel Kick-off di Extreme Rules.

## Risultati
| #       | Match                                                                 | Stipulazioni                                              | Durata |
| ------- | --------------------------------------------------------------------- | --------------------------------------------------------- | ------ |
| Kickoff | Andrade (con Zelina Vega) ha sconfitto Sin Cara                       | Single match                                              | 07:00  |
| Kickoff | I Sanity hanno sconfitto il New Day                                   | Six-man tag team tables match                             | 08:00  |
| 1       | Il B-Team ha sconfitto Bray Wyatt e Matt Hardy (c)                    | Tag team match per il WWE Raw Tag Team Championship       | 08:00  |
| 2       | Finn Bálor ha sconfitto Baron Corbin                                  | Single match                                              | 08:20  |
| 3       | Carmella (c) ha sconfitto Asuka                                       | Single match per il WWE SmackDown Women's Championship    | 05:25  |
| 4       | Shinsuke Nakamura ha sconfitto Jeff Hardy (c)                         | Single match per il WWE United States Championship        | 00:06  |
| 5       | Kevin Owens ha sconfitto Braun Strowman                               | Steel cage match                                          | 08:05  |
| 6       | I Bludgeon Brothers (c) hanno sconfitto il Team Hell No               | Tag team match per il WWE SmackDown Tag Team Championship | 08:20  |
| 7       | Bobby Lashley ha sconfitto Roman Reigns                               | Single match                                              | 14:50  |
| 8       | Alexa Bliss (c) (con Mickie James) ha sconfitto Nia Jax (con Natalya) | Extreme rules match per il WWE Raw Women's Championship   | 07:30  |
| 9       | AJ Styles (c) ha sconfitto Rusev (con Aiden English)                  | Single match per il WWE Championship                      | 15:35  |
| 10      | Dolph Ziggler (c) (con Drew McIntyre) ha sconfitto Seth Rollins       | Iron man match per il WWE Intercontinental Championship   | 30:10  |